# ژان باپتیست تریار

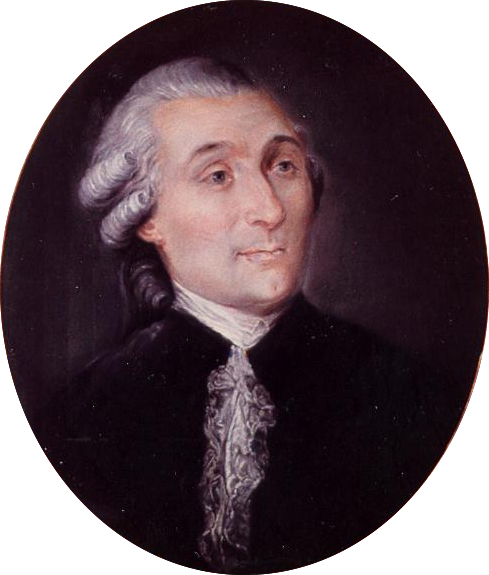
ژان باپتیست تریار

ژان باپتیست تریار (به انگلیسی Jean Baptiste Treilhard) متولد سوم ژانویه ۱۷۲۴ - وفات یکم دسامبر ۱۸۱۰ زادهٔ بریو لا گایارد Brive-la-Gaillarde. پدرش یک قاضی در محکمهٔ موسوم به پرزیدیال، دادگاهی متعلق به حکومت سابق فرانسه، و همچنین یک شهردار دائمی بریو بود. ژان باپتیست در کالج شهرداری بریو درس خواند، سپس در مورد برقراری تعادل بین علم و دین علومی کسب کرد. پس از تحصیلاتش در حقوق، او در پاریس مستقر شد و در سال ۱۷۹۱ وکیل مجلس شد. او در این دوران توسط یک دولتمرد اقتصاددان حمایت می‌شد.
تریار بوسیلهٔ سومین دولت پاریس به عنوان قایم مقام شورای حکومتی سال ۱۷۸۹ انتخاب شد. اولین و مهمترین نقش او در کمیتهٔ کلیسا بود هنگامی که او رهبری تدوین قانون مدنی روحانیت را بعهده داشت، و این یک بازسازی و تجدید نظر در کلیسای کاتولیک رم از جمله تحمیلات صومعه‌ها و ملی کردن داراییهای آن بود.
تریار یک دوره بعنوان رئیس مجلس مؤسسان ملی از ۲۰ ژوئیه تا اول اوت ۱۷۹۰ خدمت کرد.

## زندگی‌نامه
او در خانه پدربزرگش در بریو لاگریاد کورز متولد شد و به عنوان یک وکیل در یک پادگان و همچنین شهرداری پریو بود.
ژان باپتیست دانش آموز کالج دیوید (در حال حاضر به هتل دو ویل تبدیل شده) در بریو بود، جایی که او آموزشها را با موازین علم و ایمان کسب کرد.
ژان باپتیست تریار پس از خواندن حقوق در پاریس مستقر شد. وی در سال ۱۷۶۱ وکیل پارلمان شد. او از پروژهٔ ترگت حمایت می‌کرد، وی از (۲۴ اوت ۱۷۷۴–۱۲ مه ۱۷۷۶) سرپرست مالی لوئی شانزدهم بود. تریار در این موقعیت حفظ شد تا بتواند از امور حقوقی خاندان کنده(conde) مراقبت کند.

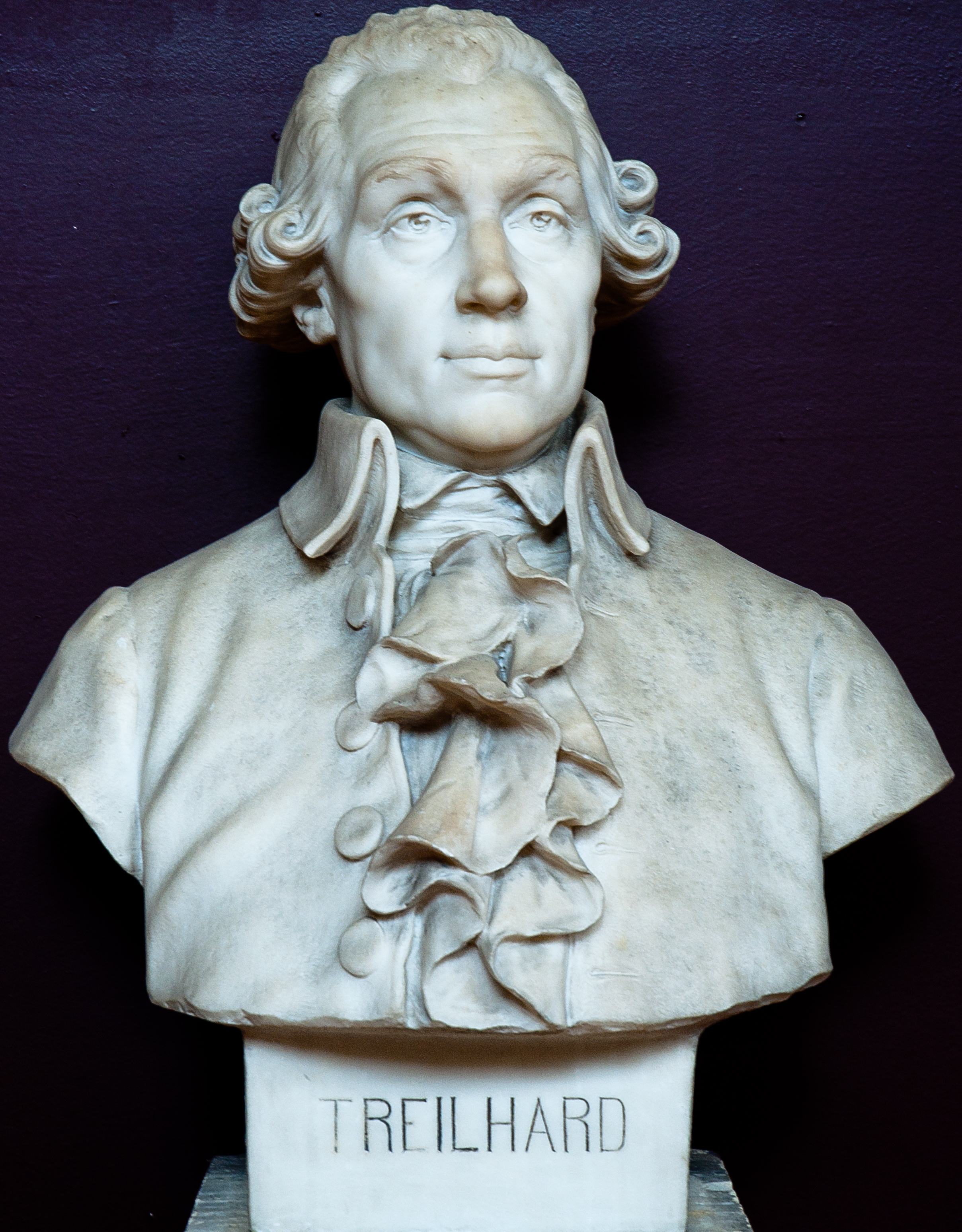
مجسمه ژان باپتیست تریار